# Định mệnh (phim truyền hình Ấn Độ)
Saraswatichandra, tên tiếng Việt là Định Mệnh là một bộ phim truyền hình Ấn Độ, sản xuất bởi Sanjay Leela Bhansali và kịch bản của nhà văn Govardhanram Tripathi, được công chiếu trên kênh Star Plus ngày 25 tháng 2 năm 2013 đến 20 tháng 9 năm 2014.

## Kịch bản
Tập 1-25: Saraswatichandra nói về câu chuyện của cậu bé Saraswatichandra Vyas, tức Saras, khi mẹ của cậu, Saraswati, tự tử từ khi cậu còn bé. Bố của cậu, Laxminandan Vyas, sau đó ông cưới Gumaan, là một phụ nữ độc ác và lăng loàng. Gumann sau này đã hạ sinh một người con trai, Danny, một con người vô cùng trong trắng.
Laxminandan quyết định hôn ước cho Saras với Kumud Desai, người con gái cả của người bạn thân nhất, Vidyachatur Desai. Một ngày, Saras, đã nhớ lại cái chết của mẹ cậu, rồi anh viết bức thư từ chối hôn ước với Kumud. Cô ấy khi đã đọc được, đã khóc và rất tức giận Saras. Saras đã rời Dubai và đến Ratnagari, quê của Kumud, và thăm nhà của cô. Saras không được nhìn mặt Kumud vì trước đó anh đã từ chối cô. Một thời gian sau đó anh đã có tình cảm với Kumud nhưng chưa dám thổ lộ.
Tập 25-50: Khi Saras trở về Dubai, Saras thấy bức thư tuyệt mệnh của mẹ cậu, do Gumaan dựng chuyện. Saras đã rất đau buồn và tức giận chuyện này. Anh đã nhận ra: Sau khi bà phát hiện cha của cậu có qua lại với Gumann thì bà đã tự tử. Saras nói với Laxminandan lại lấy một phụ nữ lăng loàng thì ông đã tát cậu. Saras nói từ giờ cậu sẽ không mang họ Vyas nữa và coi như cậu là con mồ côi. Saras đã bị đuổi ra khỏi nhà. Anh sau đó đã quyết định không kết hôn với Kumud nữa. Kumud sau đó đã rất đau khổ.
Tập 51-75: Để bảo vệ danh dự của gia đình, Kumud đã đồng ý kết hôn với Pramad Dharmadhikari, con của một gia đình có truyền thống cảnh sát. Tuy nhiên, sau khi kết hôn, cô đã bị Pramad hành hạ. Mặc dù vậy, cô vẫn quyết định ở lại với Pramad để hắn trở thành một người tốt.
Kumud không thể kết hôn với Saras lại bị Pramad hành hạ. Chị gái của Pramad tình cờ gặp Saras và đưa anh về nhà. Anh bắt đầu đi tìm Kumud và khi biết tin của Kumud, anh đã đổi tên là Navinchandra và tìm ra Kumud lẫn Pramad.
Buddhi Dhan Dharmadhikari, cha của Pramad, người đã nhận Navin/Saras là con nuôi. Sau đó Pramad đã  nhận ra cha của hắn yêu thương Navin hơn hắn.
Từ khi Saras từ chối hôn ước với Kumud, hai người đã nhận ra họ phải cần nhau. Navin hỏi gia đình Desai và họ nói cô không muốn kết hôn với Pramad. Navin đã nói với Kumud rằng anh không muốn rời xa cô cho đến khi cô ly hôn với Pramad.
Sau đó Kumud quyết định ly hôn với Pramad và cưới Saras. Tuy nhiên Saras lại vướng vào một cuộc tình tay ba giữa Saras, Kumud và Kusum. Kusum không cưới được Saras cho nên cô quyết định tự tử. Nhưng may mắn thay Kusum lại được Danny yêu thương mình. Sau đó Danny và Kusum đã kết duyên với nhau.
Phần còn lại: Cùng lúc đó, em trai Saras là Kabir được phát hiện vẫn sống và đang làm việc cho Gumaan để phá hoại gia đình Desai/Vyas. Danny, con trai ruột của Gumaan và anh trai cùng cha khác mẹ Saras và Kabir tìm ra sự thật và kiện Gumaan. Bà ta bị bắt vào tù còn Kabir vui vẻ bắt đầu hòa nhập với nhà Vyas/Desai.
Anushka, một cô gái đến từ Mumbai tham gia vào câu chuyện. Cô ấy và Kabir thường hay cãi nhau nhưng rồi cuối cùng họ vẫn say đắm trong tình yêu. Qua bao nhiêu khó khăn, Anushka và Kabir cũng cưới nhau. Hạnh phúc hơn nữa, Saras và Kabir gặp lại mẹ ruột, người mà học nghĩ rằng đã mất nhiều năm trước đó. Bộ phim kết thúc vào ngày ra đời của con Saras và Kumud, đứa bé cùng được hai người đặt tên là Sanskriti Saraswatichandra Vyas.

## Nhân vật chính
- Saraswatichandra Laxminandan Vyas (Saras) do Gautam Rode đóng
- Kumud Saraswatichandra Vyas do Jennifer Winget đóng
- Danny Laxminandan Vyas do Varun Kapoor đóng
- Kusum Danny Vyas do Shiny Doshi đóng:
- Kabir Laxminandan Vyas do Ashish Kapoor đóng
- Anushka Kabir Vyas do Srishty Rode đóng

## Giải thưởng
| Năm  | Giải thưởng                      | Hạng mục                                 | Nhân vật      | Diễn viên                   | Kết quả   |
| ---- | -------------------------------- | ---------------------------------------- | ------------- | --------------------------- | --------- |
| 2013 | Star Parivaar Awards             | Cặp đôi yêu thích nhất                   | Saras & Kumud | Gautam Rode/Jennifer Winget | Đoạt giải |
| 2013 | Star Parivaar Awards             | Nhân vật người chồng được yêu thích nhất | Saras         | Gautam Rode                 | Đoạt giải |
| 2013 | Star Parivaar Awards             | Nhân vật người vợ được yêu thích nhất    | Kumud         | Jennifer Winget             | Đoạt giải |
| 2013 | Star Parivaar Awards             | Nhân vật nam được yêu thích nhất         | Saras         | Gautam Rode                 | Đoạt giải |
| 2013 | Star Parivaar Awards             | Nhân vật nữ được yêu thích nhất          | Kumud         | Jennifer Winget             | Đoạt giải |
| 2013 | Star Parivaar Awards             | Cặp đôi quốc tế được yêu thích nhất      | Saras & Kumud | Gautam Rode/Jennifer Winget | Đoạt giải |
| 2013 | Star Parivaar Awards             | Nhân vật nổi bật(nữ)                     | Kumud         | Jennifer Winget             | Đoạt giải |
| 2013 | Star Parivaar Awards             | Nhân vật nổi bật(nam)                    | Saras         | Gautam Rode                 | Đoạt giải |
| 2013 | Indian Television Academy Awards | Diễn viên nữ xuất sắc nhất               | Kumud         | Jennifer Winget             | Đoạt giải |

## Nơi công chiếu
| Quốc gia | Tên kênh  | Ngày công chiếu     | Tên gọi          |
| -------- | --------- | ------------------- | ---------------- |
| Slovakia | TV Doma   | 8 tháng 2 năm 2016  | Indická nevesta  |
| Việt Nam | TodayTV   | 1 tháng 6 năm 2016  | Định Mệnh        |
| Ấn Độ    | Star Plus | 25 tháng 2 năm 2013 | Saraswatichandra |